# Leo Schrade
Leo Franz Schrade (* 13. Dezember 1903 in Allenstein, Provinz Ostpreußen; † 21. September 1964 in Spéracèdes, Frankreich) war ein deutsch-amerikanischer Musikwissenschaftler.

## Leben
Schrade studierte ab 1923 an den Universitäten in Heidelberg, München und Leipzig und belegte auch einzelne Kurse am Mannheimer Konservatorium; unter seinen Lehrern war Adolf Sandberger. Nachdem er 1927 in Leipzig promoviert worden war, erhielt er Lehraufträge an den Universitäten in Bonn und Königsberg, wo er sich 1929 habilitierte. Am 6. Juli 1937 wurde Schrade wegen „jüdischer Versippung“ aus dem Dienst der Universität Bonn entlassen. 
1938 emigrierte er in die USA, wo er bis 1958 an der Yale University dozierte, zunächst ab 1943 als Gastprofessor und schließlich ab 1948 als ordentlicher Professor der Musikgeschichte. 
1957 lehnte er einen Wechsel an die Universität Heidelberg ab, weil er sich Yale verpflichtet fühlte, das ihm den Aufbau des – inzwischen renommierten – Musikwissenschaftlichen Instituts ermöglicht hatte. 1958 kehrte Schrade dann doch nach Europa zurück, um an der Universität Basel die Nachfolge von Jacques Handschin als Leiter des Musikwissenschaftlichen Instituts anzutreten; die Stelle behielt er bis zu seinem Tod.

## Bibliografie (Auswahl)

### Schriften
- Die ältesten Denkmäler der Orgelmusik als Beitrag zu einer Geschichte der Toccata (Dissertation, University of Leipzig, 1927)
- Die handschriftliche Überlieferung der ältesten Instrumentalmusik (Habilitationsschrift, University of Königsberg, 1929)
- Beethoven in France: the Growth of an Idea (New Haven, CT, 1942)
- Bach: The Conflict between the Sacred and the Secular (Journal of the History of Ideas, vii (1946), S. 151–194. Published separately: New York, 1954)
- Monteverdi, Creator of Modern Music (New York, 1950)
- Renaissance: The Historical Conception of an Epoch (IMSCR V: Utrecht 1952, S. 19–32)
- Political Compositions in French Music of the 12th and 13th Centuries (AnnM, i (1953), S. 9–63. Reprinted in: De scientia musicae studia atque orationes, ed. E. Lichtenhahn (Berne, 1967), S. 152–211)
- La représentation d'Edipo tiranno au Teatro Olimpico (Vicence 1585) (Paris, 1960)
- Tragedy in the Art of Music (Cambridge, MA, 1964)

### Editionen
- Luys Milan: Libro de musica de vihuela de mano intitulado El maestro. Publikationen älterer Musik, ii (Leipzig, 1927)
- Polyphonic Music of the Fourteenth Century, 8 volumes, edited the first four (1956–1958)
  - Vol. 1: The Roman de Fauvel; The Works of Philippe de Vitry; French Cycles of the ordinarium missae
  - Vols. 2–3: Guillaume de Machaut: Works
  - Vol. 4: Francesco Landini: Works
- Collegium Musicum (Yale University)